# Gelber Vierfleckbock
Der Gelbe Vierfleckbock (Pachyta quadrimaculata) ist ein Käfer aus der Familie der Bockkäfer (Cerambycidae).

## Merkmale
Die Käfer werden 11 bis 20 Millimeter lang, wobei Weibchen einen gedrungeneren Körperbau haben als Männchen. Die Tiere haben einen schwarzen Körper und gelbe Flügeldecken mit je zwei scharfkantigen, großen schwarze Flecken. Diese können gelegentlich auch miteinander verschmolzen sein, auch gibt es Individuen, die nur einen Fleck pro Deckflügel tragen. Es kommt auch vor, dass der vordere Fleck langgestreckt ausgebildet ist. Der Kopf und der Halsschild sind lang, abstehend gelb behaart, der Halsschild ist darüber hinaus stark runzelig punktiert. Auch die Flügeldecken sind punktiert, vorne grober als zum Hinterleibsende hin. Die Art kann vom ähnlichen Schwarzrandigen Vierfleckbock (Pachyta lamed) durch die durchgehend gerunzelten, Deckflügel, die bei den Männchen rotbraunen gefärbt sind und das fein und schwach punktierte Halsschild unterschieden werden.

## Vorkommen und Lebensweise
Die Käfer kommen in Europa und Asien, bis in den Norden nach Dänemark und Zentralfinnland vor. Sie fehlen auf den Britischen Inseln und in den Niederlanden. Man findet sie im Berg- und Hügelland, sie sind dort nicht selten. Die Imagines kann man vor allem an Waldwegen, aber auch an Doldenblüten von Juni bis August beobachten. Die Larven entwickeln sich in Nadelholz und bevorzugen Fichten und Kiefern.